# Bulbophyllum tokioi
Bulbophyllum tokioi é uma espécie de orquídea (família Orchidaceae) pertencente ao gênero Bulbophyllum. Foi descrita por Noriaki Fukuyama em 1935.